# Латемська школа
Латемська школа (нід. Latemse School) — співтовариство бельгійських художників, які працювали у селищі Сінт-Мартенс-Латем (нід. Sint-Maertens-Laethem) поблизу Гента. «1-а латемська група» склалась у 1898–99 роках; для творчості її майстрів (скульптор Жорж Мінне, живописці Валеріус де Саделер, Густав ван де Вустейне), найяскравіших представників символізму і стилю «модерн», характерні любов до сільської Фландрії і до старої нідерландської живописної традиції, культ патріархальної старовини, песимізм, містична символіка і стилізація. У 1-й чверті XX століття «2-а латемська група» переробляла принципи Латемської школи у дусі бурхливої драматичної експресії (Констан Пермеке) або витончених формально-живописних шукань (Густав де Смет).